# موردان (غرمسار كرمان)
موردان (بالفارسية: موردان) هي منطقة سكنية تقع في إيران في قسم غرمسار الریفي. يقدر عدد سكانها بـ 184 نسمة .